# Phare de Gjögur
Le phare de Gjögur est un phare situé à l'embouchure du Reykjarfjörður á Ströndum dans la région des Vestfirðir.